# Ангел Дуртанов
Ангел (Ангеле) Димов Дуртанов е български революционер, деец на Вътрешната македоно-одринска революционна организация.

## Биография
Ангел Дуртанов е роден в 1877 година в кичевското село Цер, тогава в Османската империя. В 1902 година работи като хлебар в Крайова, Румъния. През февруари 1903 година напуска работа и заминава за София. Където се събира чета около 50 души дошли от Румъния. Заминава за Кюстендил, където са въоръжени от Сарафов, Стойков и Дечев. Четата навлиза в Македония и по време на Илинденско-Преображенското въстание се сражава при Цер с османска войска, идваща от Кичево за обсада на Крушево. Четата задържа войската и дава време на четите в Крушево да изтеглят 300 души. Сражават се с войска между Цер и Велмевци, където пада убит Йордан Пиперката. След това под войводството на Димитър Матлиев се сражават при Брезово, Крушевско, а след това при Карбуница Кичевско. След въстанието Дуртанов оглавява революционния комитет в Цер.
Двамата му братя загиват - единият като четник, а другият като войник в Българската армия.
На 18 февруари 1943 година, като жител на Цер, подава молба за българска народна пенсия, в която пише „Всекога съм желаел българска власт и съм водел пропаганда за България – колкото съм можал“. Молбата е одобрена и пенсията е отпусната от Министерския съвет на Царство България.
След създаването на Комунистическа Югославия Дуртанов получава югославска илинденска пенсия.